# Хартлајн (Вашингтон)
Хартлајн (енгл. Hartline) град је у америчкој савезној држави Вашингтон. По попису становништва из 2010. у њему је живело 151 становника.

## Демографија
Према попису становништва из 2010. у граду је живело 151 становника, што је 17 (12,7%) становника више него 2000. године.
| Група             | 2000.       | 2010.       |
| Белци             | 125 (93,3%) | 126 (83,4%) |
| Афроамериканци    | 0 (0,0%)    | 1 (0,7%)    |
| Азијати           | 0 (0,0%)    | 2 (1,3%)    |
| Хиспаноамериканци | 3 (2,2%)    | 18 (11,9%)  |
| Укупно            | 134         | 151         |